# Pequena Taça do Mundo de 1955
A edição de 1955 da Pequena Taça do Mundo foi a quarta do torneio amistoso disputado por clubes europeus e sul-americanos na Venezuela. Foi disputada entre os meses de julho e agosto de 1955 e teve novamente um clube brasileiro como campeão, o São Paulo, que contou com o Valência, da Espanha, como vice.
Com o título, a equipe brasileira, repetiu o feito de seu rival, o Corinthians, que havia vencido a edição anterior.

## História
A edição de 12 de junho de 1955 do jornal espanhol El Mundo Deportivo informa que os participantes da competição naquele ano poderiam ser o Milan, o Real Madrid, o São Paulo e o Benfica Mais em torneio eliminatório, ambos não participaram. Na lista final de participantes, o Valencia (Espanha) e o La Salle (Venezuela) acabaram substituindo Milan e Real Madrid.[carece de fontes?] A participação do São Paulo no certame venezuelano ocorreu em uma excursão internacional do clube que também incluiu jogos em México e Colômbia, e que valeu ao clube tricolor não só a Pequena Taça do Mundo mas também outro título amistoso internacional: o Troféu Jarrito, conquistado no México. A participação do Benfica no certame venezuelano ocorreu em uma excursão internacional do clube português que também incluiu sua participação no Torneio Internacional Charles Miller, que teve o Corinthians como campeão.[carece de fontes?] O jornal O Estado de S. Paulo de 02 de julho de 1955 publicou que o Vasco solicitou ao CBD liberação para disputar o certame, sendo que em 07 de julho de 1955 o mesmo jornal publicou que não estava decidido que clube brasileiro disputaria a competição, em 10 de julho de 1955 publicou que o Vasco da Gama iria negociar sua participação com os organizadores do certame, em 12 de julho de 1955 publicou a tabela da competição com o São Paulo como representante brasileiro , sendo que a competição começou em 17 de julho de 1955.

## Fórmula de disputa
Os 4 participantes jogaram em grupo único, todos contra todos, em turno e returno. O time que marcou mais pontos ao final do campeonato é declarado campeão.

## Tabela[carecede fontes?]
| 17 de julho de 1955 | Valência                                     | 4 – 3 | Benfica                              | Estádio Olímpico de Caracas Público: Árbitro: Benito Jackson |
|                     | Fuertes 4' 67' · Pasieguito (p) · Wilkes 53' |       | Coluna 21' · Zezinho 46' · Aguas 80' |                                                              |

| 18 de julho de 1955 | São Paulo                                | 4 – 3 | La Salle                             | Estádio Olímpico de Caracas Público: Árbitro: Benito Jackson |
|                     | Fuertes 4' 67' · Pasieguito · Wilkes 53' |       | Coluna 21' · Zezinho 46' · Aguas 80' |                                                              |

| 19 de julho de 1955 | La Salle  | 1 – 1 | Valência    | Estádio Olímpico de Caracas Público: Árbitro: |
|                     | Padín 30' |       | Fuertes 55' |                                               |

| 21 de julho de 1955 | Benfica | 0 – 0 | São Paulo | Estádio Olímpico de Caracas Público: Árbitro: |
|                     |         |       |           |                                               |

| 23 de julho de 1955 | La Salle | 1 – 4 | Benfica                             | Estádio Olímpico de Caracas Público: Árbitro: |
|                     | Padín    |       | Risueño · Salvador · Calado · Chano |                                               |

| 24 de julho de 1955 | São Paulo | 2 – 0 | Valência | Estádio Olímpico de Caracas Público: Árbitro: |
|                     |           |       |          |                                               |

| 26 de julho de 1955 | Benfica                  | 2 – 4 | São Paulo                           | Estádio Olímpico de Caracas Público: Árbitro: Osorio |
|                     | Aua 63' · Antonio(?) 86' |       | Gino 25' 46' · Mauri · Teixeira 80' |                                                      |

| 28 de julho de 1955 | Valência                    | 4 – 0 | La Salle | Estádio Olímpico de Caracas Público: Árbitro: |
|                     | Vila 2' 10' · Seguí 80' 85' |       |          |                                               |

| 30 de julho de 1955 | São Paulo                | 3 – 1 | La Salle | Estádio Olímpico de Caracas Público: Árbitro: |
|                     | Bauer 40' · Dino 57' 62' |       | ? 87'    |                                               |

| 31 de julho de 1955 | Benfica       | 2 – 1 | Valência   | Estádio Olímpico de Caracas Público: Árbitro: |
|                     | Aguas 12' 70' |       | Wilkes 44' |                                               |

| 2 de agosto de 1955 | Benfica | 0 – 0 | La Salle | Estádio Olímpico de Caracas Público: Árbitro: |
|                     |         |       |          |                                               |

| 4 de agosto de 1955 | Valência | 1 – 1 | São Paulo | Estádio Olímpico de Caracas Público: Árbitro: Benito Jackson |
|                     | Maño ?'  |       | Gino 20'  |                                                              |

| Time      | Pts | J | V | E | D | GP | GC | SG |
| --------- | --- | - | - | - | - | -- | -- | -- |
| São Paulo | 10  | 6 | 4 | 2 | 0 | 11 | 8  | 3  |
| Valência  | 6   | 6 | 2 | 2 | 2 | 11 | 9  | 2  |
| Benfica   | 6   | 6 | 2 | 2 | 2 | 11 | 10 | 1  |
| La Salle  | 4   | 6 | 1 | 2 | 3 | 7  | 13 | -4 |

## Campeão
| Pequena Taça do Mundo de 1955 |
| ----------------------------- |
| SÃO PAULO Campeão (1º título) |